# Antirhea ioensis
Antirhea ioensis là một loài thực vật có hoa trong họ Thiến thảo. Loài này được (Baill.) Chaw mô tả khoa học đầu tiên năm 1992.